# سفارة التشيك لدى السعودية
سفارة التشيك لدى السعودية هي الممثلية الدبلوماسية العليا لدولة التشيك لدى المملكة العربية السعودية. تقع السفارة في حي النزهة في الرياض.